# Robert Lamoot
Robert Lamoot (Ostenda, 18 marzo 1911 – 15 giugno 1996) è stato un calciatore belga, di ruolo attaccante.